# Coincy (Aisne)
Coincy ist eine französische Gemeinde mit 1.281 Einwohnern (Stand: 1. Januar 2022) im Département Aisne in der Region Hauts-de-France (vor 2016: Picardie); sie gehört zum Arrondissement Château-Thierry und zum Kanton Château-Thierry. Die Einwohner werden Conciaciens genannt.

## Geografie
Die Gemeinde Coincy liegt zwischen Paris und Reims in der Landschaft Tardenois am Flüsschen Ordrimouille, zehn Kilometer nördlich von Château-Thierry. Nachbargemeinden von Coincy sind Nanteuil-Notre-Dame im Nordwesten und Norten, Bruyères-sur-Fère im Norden und Nordosten, Villeneuve-sur-Fère im Osten, Beuvardes im Südosten, Épieds im Süden, Brécy im Süden und Südwesten sowie Armentières-sur-Ourcq im Westen.

## Bevölkerungsentwicklung
| Jahr                       | 1962 | 1968 | 1975 | 1982 | 1990 | 1999 | 2006 | 2013 | 2021 |
| Einwohner                  | 708  | 752  | 840  | 946  | 1039 | 1156 | 1218 | 1316 | 1253 |
| Quellen: Cassini und INSEE |      |      |      |      |      |      |      |      |      |

## Sehenswürdigkeiten
- Ehemaliges Kloster Coincy, seit 1928 teilweise Monument historique
- Kirche Notre-Dame-de-l'Assomption aus dem 12. Jahrhundert, seit 1921 Monument historique

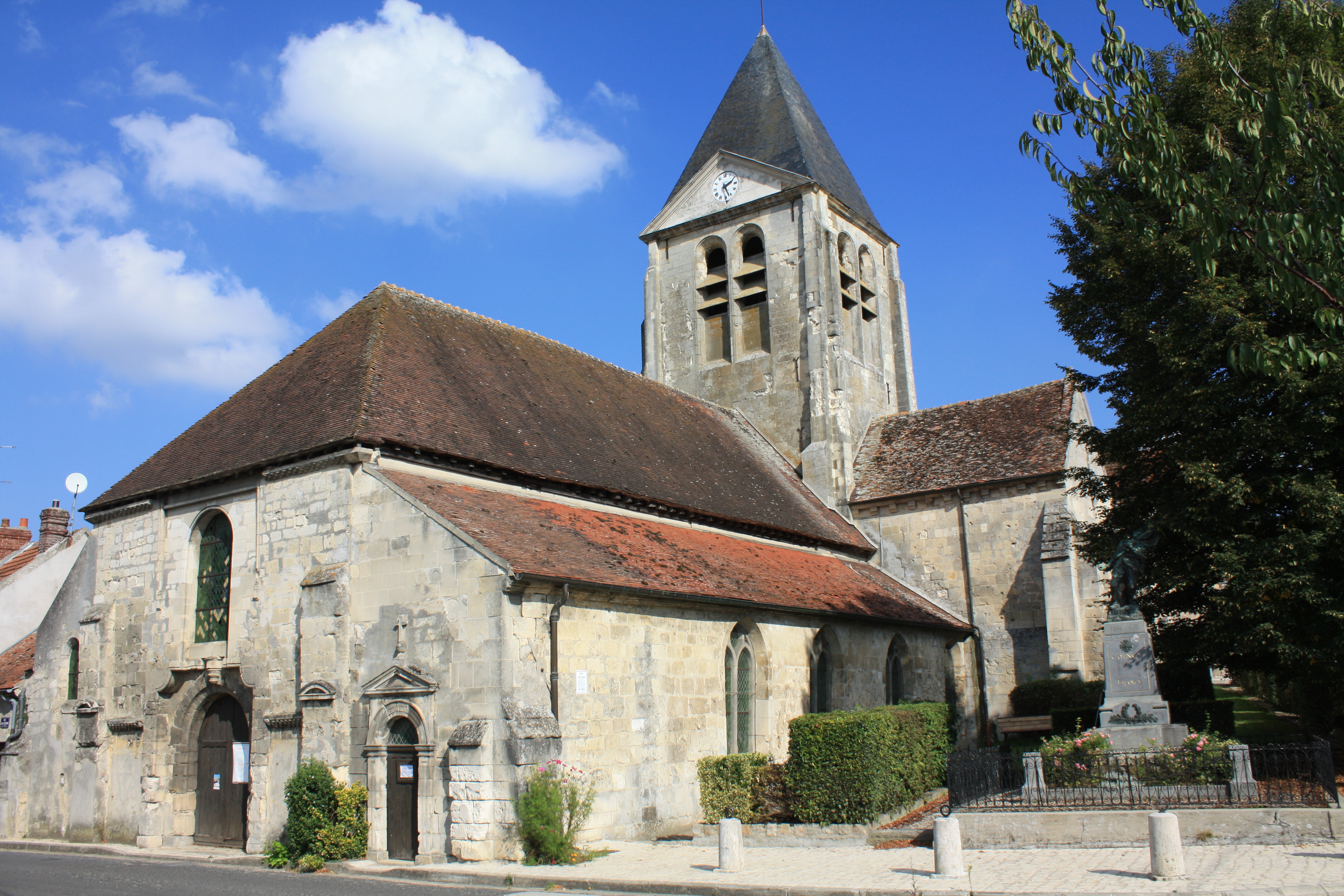
Kirche Notre-Dame-de-l'Assomption

- 42 Grenzsteine der Gemeinde

## Persönlichkeiten
- Gautier de Coincy (1177–1236), Benediktiner und Dichter